# John MacChesney
John Burnette MacChesney II (Glen Ridge, Nova Jérsei, 8 de julho de 1929) é um engenheiro estadunidense.